# Ada (Kroatië)
Ada is een plaats in de gemeente Šodolovci in de Kroatische provincie Osijek-Baranja. De plaats telt 239 inwoners (2001).